# Curculigosida

Curculigoside A, a curculigoside

Curculigosides son fenoles naturales que podrían ser útiles contra la agregación de β-amyloid en la enfermedad de Alzheimer. Curculigosida A, B, C y D se pueden encontrar en Curculigo orchioides. Curculigoside B puede ser aislada por Cromatografía contracorriente.